# Guerras anglo-birmanesas

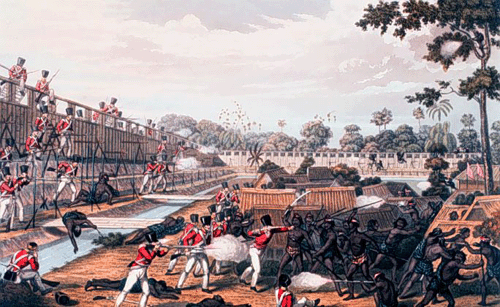
Ataque britânico em Rangoon (1824)

Houve três guerras anglo-birmanesas:
- Primeira Guerra Anglo-Birmanesa (1824-1826)[1]

- Segunda Guerra Anglo-Birmanesa (1852-1853)[1][2]

- Terceira Guerra Anglo-Birmanesa (1885-1886)[3]

## Guerra com a Grã-Bretanha e a queda da Birmânia
A expansão da Birmânia teve consequências ao longo de suas fronteiras. Com essas fronteiras movendo-se cada vez mais perto da Índia britânica, houve problemas tanto com os refugiados como com operações militares birmanesas em bordas mal definidas. Em resposta à contínua expansão e até mesmo a ataques diretos pela Birmânia, os britânicos e os siameses uniram suas forças em 1824.

### Primeira Guerra Anglo-Birmanesa
A Primeira Guerra Anglo-Birmanesa (1824-1826) terminou com uma vitória britânica, e pelo Tratado de Yandabo a Birmânia perdeu os territórios anteriormente conquistados de Assam, Manipur, e Arakan. Os britânicos também tomaram posse de Tenasserim com a intenção de usá-lo em futuras negociações com a Birmânia ou Sião.

### Segunda Guerra Anglo-Birmanesa
Em 1852, o almirante Lambert foi enviado à Birmânia pelo Lorde Dalhousie para resolver uma série de pequenos problemas relacionados com o tratado anterior. Os birmanêses imediatamente fizeram concessões, incluindo a remoção de um governador que os britânicos tinham feito sua casus belli. Lambert eventualmente provocou um confronto naval em circunstâncias extremamente questionáveis e, assim, começou a Segunda Guerra Anglo-Birmanesa em 1852, que terminou com a anexação britânica da província de Pegu, renomeada Baixa Birmânia. A guerra resultou em uma revolução palaciana na Birmânia, com o rei Pagan Min (1846-1852) sendo substituído por seu meio-irmão, Mindon Min (1853-1878).

### Terceira Guerra Anglo-Birmanesa
Rei Mindon tentou modernizar o estado birmanês e a economia para resistir as invasões britânicas, e estabeleceu uma nova capital em Mandalay, que começou logo a fortificar. No entanto isto não foi o suficiente para parar o britânico, que afirmaram que filho do rei Mindon, Thibaw Min, era um tirano com a intenção de conspirar com os franceses, que ele tinha perdido o controle do país, permitindo desordens nas fronteiras, e que estava renegando o tratado assinado por seu pai.
Os britânicos declararam a guerra novamente em 1885, conquistando o restante do país na Terceira Guerra Anglo-Birmanesa o que resultou na anexação total de Birmânia.